# Сольветка
Сольве́тка (каз. Сольветка) — село у складі Аксуської міської адміністрації Павлодарської області Казахстану. Входить до складу Євгеньєвського сільського округу.
Населення — 226 осіб (2021; 209 у 2009, 452 у 1999).